# العلاقات السودانية المصرية
العلاقات المصرية السودانية بدأت عند استقلال دولة السودان، عقب حقبة السودان الإنجليزي المصري.

## ما بعد الثورة المصرية 2011
في 29 مارس 2011 أثناء زيارة رئيس الوزراء المصري عصام شرف للسودان، وقعت مصر في اجتماعات اللجنة العليا المصرية السودانية عدة اتفاقيات، شملت الإعداد لمشروعات مشتركة في مجال الأمن الغذائي وتشجيع الاستثمارات بين البلدين في مختلف المجالات. وشملت الاتفاقات عودة بعثة جامعة القاهرة فرع الخرطوم، بالإضافة إلى بحث مشكلة مياه النيل والسعي لحل الخلافات بالحوار والتفاهم بين دول الحوض.
وكشف وزير الزراعة الدكتور أيمن أبو حديد أن هناك مفاوضات مع الجانب السوداني لاستكمال مشروع الشوكة المصرية السودانية للتكامل الزراعي بالنيل الأزرق، لزراعة 160 ألف فدان. ومن المقرر أن تتم زراعة محاصيل القطن، وزهرة الشمس، والذرة الرفيعة، والسمسم، على أن يقسم الإنتاج بين الدولتين.
وأضاف أن مركز البحوث الزراعية يقوم حاليا بإجراء الدراسات المتعلقة بجدوى تنفيذ مشروع أرقين على المنطقة الحدودية بين البلدين، بهدف استصلاح وزراعة مليوني فدان، وأكد أن الإنتاج الحيواني سيكون له نصيب كبير من التعاون المشترك وأن خمسة مستثمرين مصريين يدرسون إقامة مشروع لتربية الأبقار بمنطقة الجزيرة بالسودان، بما يجعل سعر الكيلو للمستهلكين لا تزيد على 28 جنيها (4.7 دولارات).